# Trasilo
Trasilo (em grego: Θράσυλλος/Θράσυλος; m. 406 a.C.) foi um estratego e político ateniense que alcançou grande relevância política nos últimos anos da Guerra do Peloponeso. Apareceu pela primeira vez na vida política ateniense em 411 a.C., pouco antes do golpe de Estado de 410 a.C., e desempenhou um papel de destaque na organização da resistência da facção democrática. Em concreto, Trasilo preparou uma frota ateniense na ilha de Samos, onde foi eleito estratego pelos soldados e marinheiros da frota, e manteve esse cargo até ser executado após a batalha de Arginusas.

## Biografia

### Após o golpe de Estado
Trasilo ocupava uma categoria de hoplita em 410 a.C., quando os revolucionários da oligarquia ateniense conspiraram com os seus colegas de Samos para organizar um golpe de Estado conjunto em ambas as localidades. Contudo, foi um dos quatro atenienses (os outros três foram Trasíbulo, Leão e Diomedão) que acudiram os democratas sâmios à procura de ajuda frente ao golpe. Estes quatro líderes foram capazes de abortar o golpe na Samos, embora o de Atenas ocorreu, ficando a frota controlada pelos democratas, em oposição à sua cidade mãe, controlada pelos oligarcas. No decurso dos acontecimentos, os generais de Samos foram depostos pelos soldados e os marinheiros da frota, e Trasíbulo e Trasilo foram eleitos para substituí-los.
Trasilo continuou mantendo a posição de estratego durante vários anos através duma série de campanhas militares. Depois dos acontecimentos de 410 a.C., dirigiu uma frota ateniense para atacar as cidades rebeldes de Lesbos. Contudo, enquanto isso, permitiu que o almirante espartano Míndaro passasse através da sua posição para chegar ao Helesponto com a frota espartana, um erro estratégico segundo o historiador Donald Kagan. Trasilo perseguiu Míndaro com a sua frota, que combinou com outros destacamentos atenienses de Sesto. Daí, os atenienses, com Trasíbulo no comando do contingente global, navegaram para o Helesponto e derrotaram Míndaro na batalha de Cinossema. Trasilo, tanto nesta batalha quanto na posterior vitória ateniense em Abidos, esteve no comando duma ala da frota, mas depois se separou da frota principal com um destacamento. Depois de sua partida, Trasíbulo, Terâmenes e Alcibíades destruíram Míndaro e sua frota na batalha de Cízico.

### Durante a democracia

Mapa da Guerra do Peloponeso, na qual participou Trasilo.

Após 410 a.C., Trasilo voltou para Atenas para recrutar mais tropas destinadas às futuras campanhas, tanto no mar Egeu quanto em outros lugares. Enquanto estava aí, o rei espartano Ágis II (r. 427–401 a.C.) dirigiu o seu exército contra as muralhas de Atenas, procurando assustar a cidade e fazê-la capitular. Trasilo marchou com o exército ateniense, mas não chegou a  lutar com os espartanos para além da proteção das suas próprias muralhas. Teve sucesso, porém, em algumas das escaramuças que se sucederam com os espartanos quando estes estavam em retirada.
No verão seguinte, Trasilo navegou fora de Atenas com uma força importante com a qual faz campanha na Jônia. Uma vez lá, capturou depressa a cidade de Colofão e saqueou o território jônio, inclusive massacrando os habitantes de Pígela, mas foi derrotado nas cercanias de Éfeso por uma força combinada de efésios, aquemênidas e siracusanos, pelo que se viu obrigado a retirar-se com as suas tropas para Nócio e depois Lâmpsaco, onde se uniu à principal força ateniense que operava no Helesponto. Kagan critica também neste caso a capacidade de Trasilo como general nesta campanha, comentando que perdeu tempo demais em saquear a zona quando uma ação mais decisiva lhe teria permitido uma captura rápida do Éfeso, de maior valor estratégico.
Em Lâmpsaco, as tropas de Trasilo que voltavam após receber uma desonrosa derrota, foram a princípio recusadas pelas tropas que serviram em Cinossema e Abidos, que as obrigaram a acampar à parte. A tensão entre ambos os grupos desapareceu depois que os atenienses atacassem Abidos. Trasilo dirigiu trinta naves e os atenienses conseguiram derrotar a frota persa, mas não conseguiram tomar a cidade. O exército ateniense conseguiu, porém, tomar Calcedônia, Bizâncio e outras cidades do Helesponto durante o verão de 408 a.C. Trasilo dirigiu vários destacamentos em diferentes operações durante este período. Retornou a Atenas, com a maior parte da frota e os seus comandantes, no que seria o retorno triunfal de Alcibíades à cidade que o exilara.

### Arginusas

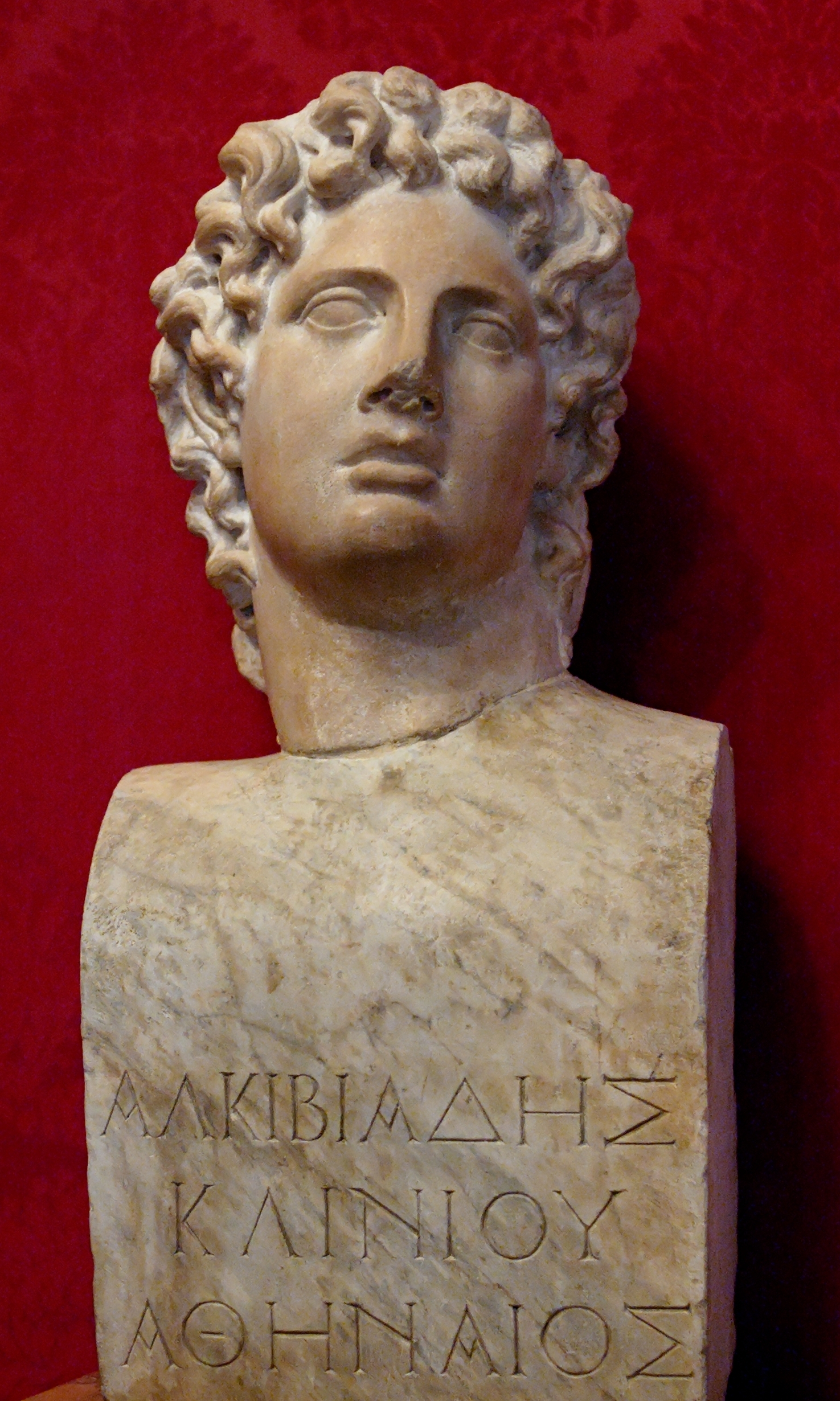
Busto de Alcibíades

Trasilo não manteve o cargo de estratego no período entre 407 e 406 a.C., mas retornou ao cargo no ano seguinte, quando Alcibíades e os seus parceiros políticos foram apartados do poder após a derrota ateniense em Nócio. Trasilo permaneceu na cidade durante a primeira parte do seu novo mandato enquanto Conon, outro geral, partiu para Samos a fim de tomar o comando da frota. Teve um sucesso inicial em assediar o território inimigo, mas o enorme apoio financeiro que os espartanos estavam recebendo do príncipe persa  Ciro permitiu-lhes ampliar a sua frota até os atenienses se verem em grave inferioridade numérica. Obrigado a enfrentar com apenas 70 trirremes contra uma frota espartana composta por 170, Conon foi derrotado e bloqueado em Mitilene, sendo apenas capaz de enviar um trirreme a Atenas com as notícias da sua situação.
Quando as notícias da crise chegaram a Atenas, a cidade viu-se numa situação desesperadora. Para poder enfrentar a grande frota peloponésia contava tão somente com 40 trirremes, e a isso se acrescenta que a maior parte das quadrilhas de marinheiros com experiência se encontrava na frota de Conon. Para financiar a reconstrução da sua frota, os atenienses viram-se obrigados a derreter as estátuas da acrópole, e ainda assim as 110 naves que a cidade conseguiu juntar após a construção eram compostas por uma mistura de remeiros com pouca experiência, granjeiros, cavaleiros endinheirados e escravos emancipados. Os oito generais residentes em Atenas, incluindo Trasilo, zarparam com esta nova frota, e não se conhece se algum deles fora nomeado comandante supremo.
A frota ateniense, reforçada com outras 55 naves procedentes de cidades aliadas, enfrentou a frota espartana de 120 naves sob o comando de Calicrátidas nas ilhas Arginusas, a sul de Lesbos. Na batalha, os atenienses dividiram a sua frota em oito divisões autônomas, com Trasilo no comando da ala direita frontal. Mediante uma tática que visava evitar que os espartanos pudessem aproveitar a sua superioridade, os atenienses conseguiram desgastar o seu inimigo, e o dia foi encerrado com uma decisiva vitória ateniense. O resto da frota espartana fugiu para sul, deixando 70 naves atrás, e a força de bloqueio de Mitilene fugiu após receber notícias do resultado da batalha.

### Tormenta, controvérsia, juízo e execução

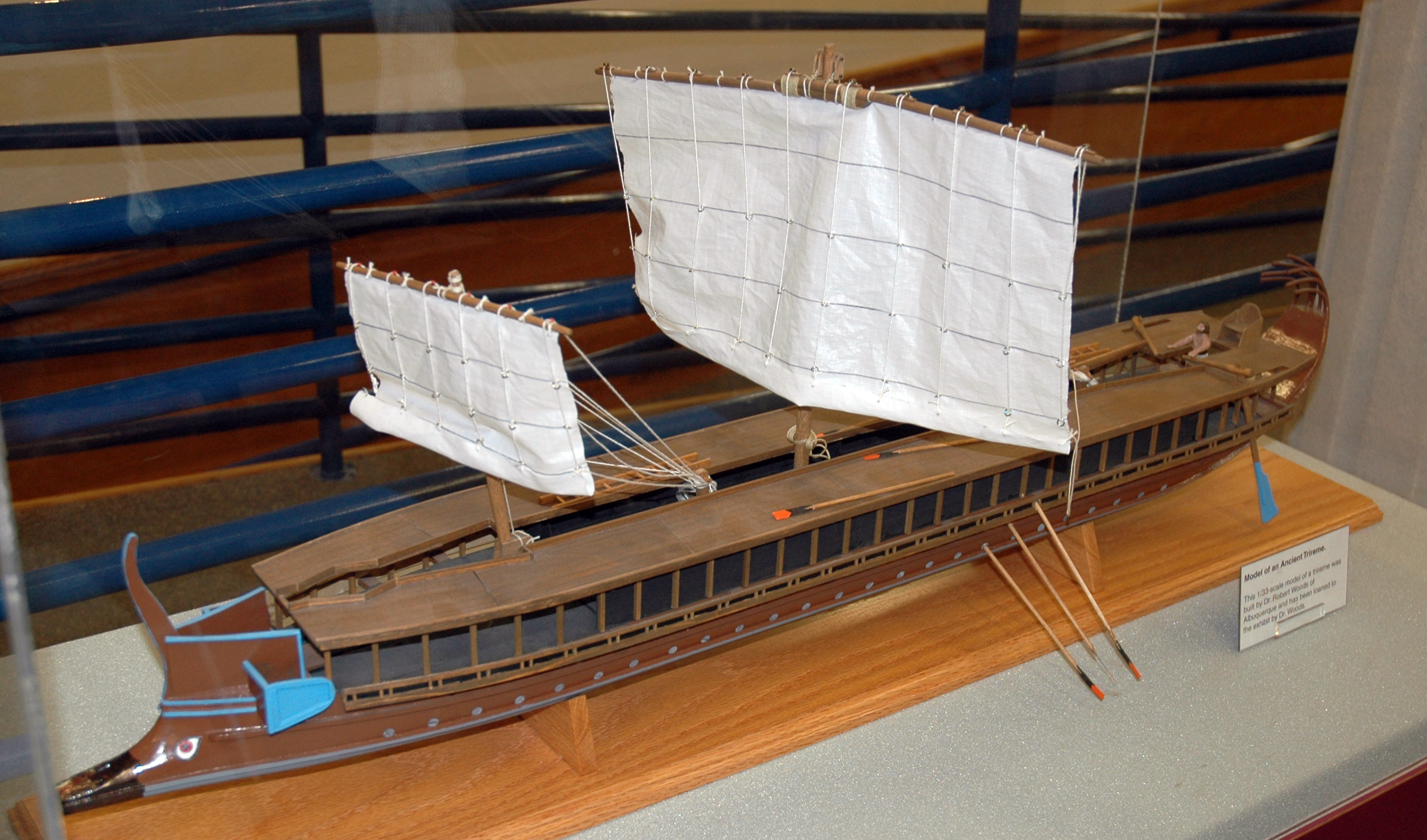
Antiga trirreme grega. 25 trirremes atenienses foram desenfurnadas ou afundadas em Arginusas, e Trasíbulo e Terámenes foram enviado a resgatar os sobreviventes.

Depois desta importante vitória, os oito generais reuniram-se e decidiram partir conjuntamente com a parte maior da frota para sitiar Mitilene. Enquanto isso, os trierarcas Trasíbulo e Terámenes permaneceriam com 47 naves para resgatar os sobreviventes das naves atenienses danificadas. Contudo, logo que a força principal partiu, começou uma forte tormenta que impediu o destacamento de resgate efetuar o seu trabalho. O resultado foi um desastre: um grande número de atenienses pereceu afogado. Se bem que se desconhece a cifra exata de mortos, as cifras que se estimam rondam entre 1 000 e 5 000 marinheiros e soldados.
Em Atenas ocorreu uma grande tormenta política ao receber as notícias sobre a tragédia. A população, desolada pelos acontecimentos, queria depurar as responsabilidades assinalando os culpáveis pelos acontecimentos. O povo estava furioso não somente pelas mortes, mas também por não poder recuperar os corpos dos cadáveres para o seu enterro (na atmosfera religiosa da Grécia, este fato poderia ter sido quase tão sério a olhos do povo ateniense como o abandono dos sobreviventes no mar). Os generais suspeitavam que Trasíbulo e Terámenes, que já voltaram para Atenas, poderiam ter sido os responsáveis por fazer com que a assembleia os fizesse responsáveis pelos fatos, pelo qual Trasilo e seus colegas escreveram cartas ao povo denunciando os dois trierarcas como responsáveis pelo resgate frustrado.
Os trierarcas foram chamados diante da assembleia para informar suas ações, e foram capazes de se defender adequadamente, após o que os generais foram depostos dos seus cargos e chamados a retornar a Atenas. Dois deles fugiram, mas Trasilo e outros cinco voltaram à cidade. A sua defesa, uma vez em Atenas, encontrou inicialmente uma boa resposta por parte do povo. Contudo, o festival das Apatúrias, na qual as famílias deviam reunir-se para as celebrações, foi uma grande oportunidade para os seus inimigos políticos para recordar ao povo a grande perda que sofreram, e foi usada para exacerbar os sentimentos contrários aos generais. Durante a reunião organizada ao dia seguinte, cheia de emotividade, a assembleia, dirigida por Calixeno, ajuizou em massa os generais e condenou-os à morte. Embora os atenienses logo se arrependeram disso, foi tarde demais para Trasilo e os seus companheiros. Os seis foram executados antes que a assembleia pudesse reconsiderar a sua decisão.